# Nordenskjöld Glacier
Nordenskjöld Glacier är en glaciär i Sydgeorgien och Sydsandwichöarna (Storbritannien). Den ligger i den nordvästra delen av Sydgeorgien och Sydsandwichöarna. Nordenskjöld Glacier ligger 127 meter över havet.
Terrängen runt Nordenskjöld Glacier är kuperad åt nordost, men åt sydväst är den bergig. En vik av havet är nära Nordenskjöld Glacier norrut.  Trakten runt Nordenskjöld Glacier är nära nog obefolkad, med mindre än två invånare per kvadratkilometer. Det finns inga samhällen i närheten. Trakten runt Nordenskjöld Glacier består i huvudsak av gräsmarker.